# Tranås (Ort)
Tranås ist ein Ort (tätort) in der schwedischen Provinz Jönköpings län und der historischen Provinz Småland.

## Allgemein
Der Ort, am See Sommen gelegen, ist Hauptort der gleichnamigen Gemeinde. In der Nähe verlaufen die Eisenbahnlinie Södra stambanan und die Reichsstraße 32. Unweit des Ortes liegt Schloss Gripenberg, Schwedens größtes Holzschloss.

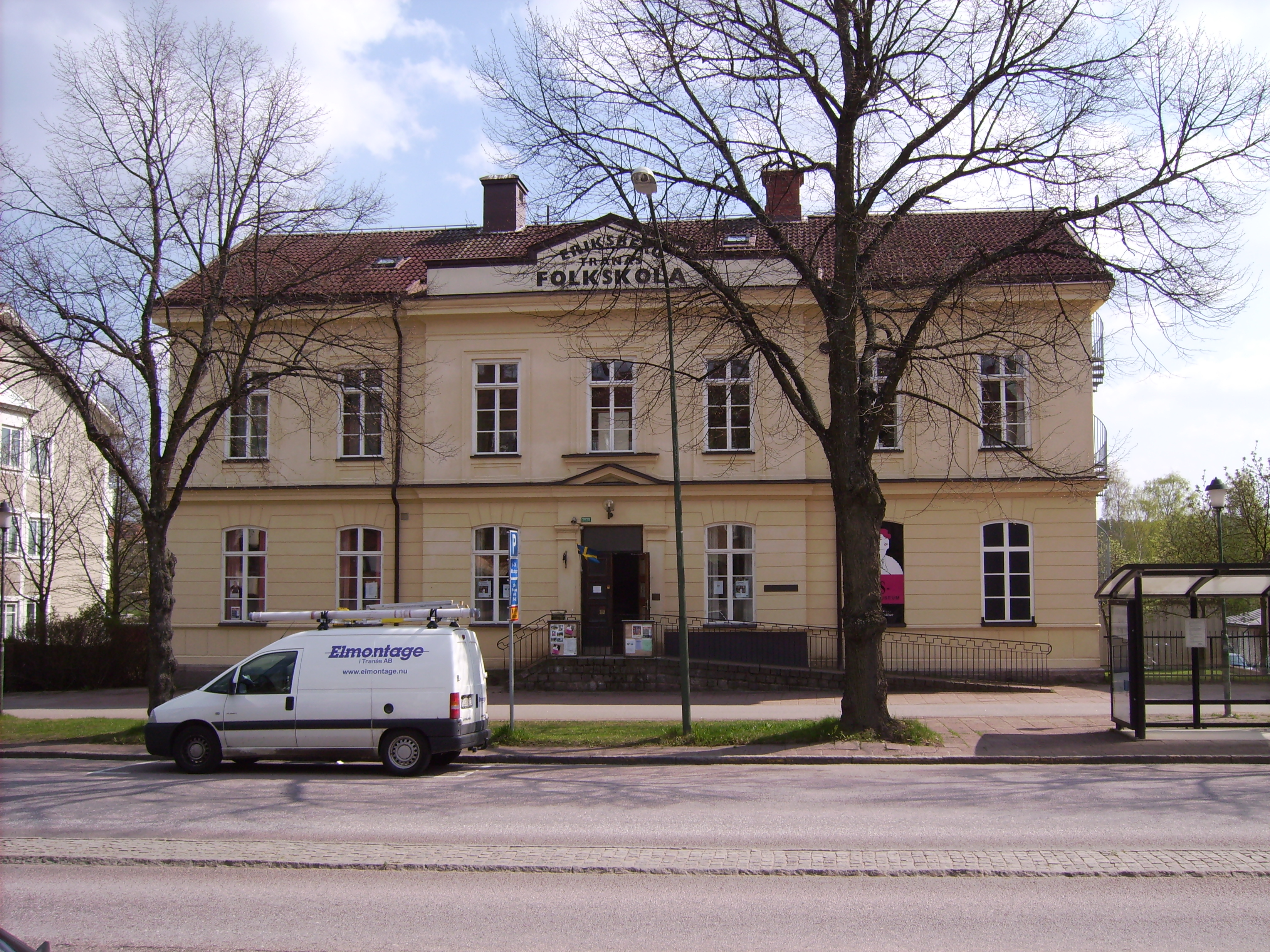
Eriksbergs-Museum (2007)

## Kultur
Das Eriksbergmuseum auf der Storgatan 54 zeigt die Schulentwicklung vom 19. Jahrhundert bis 1950; die Kunst von Herman Norrman und Skulpturen von Ansgar Almquist.

## Wirtschaft
Seit 2003 vermittelt die Pelzausstellung „Vom Fell zu weichem Pelz“ in drei Räumen des Eriksberg-Museums ein Bild der sogenannten „Pelzstadt Tranås“. Die ausgestellten Maschinen, Werkzeuge und Vorräte stammen aus verschiedenen Pelzwerkstätten, die stillgelegt wurden, aber auch aus solchen, die zu der Zeit noch existierten.
Im Jahr 2005 übernahm das deutsche Unternehmen Robert Bosch GmbH die hiesige, 1970 von Elis Peterson gegründete Firma IVT Industrier und legte damit den Grundstein für ihr Wärmepumpengeschäft. War es anfangs für Bosch ein Nischenprodukt, boomte die Nachfrage nach Wärmepumpen später. Das Fertigungsvolumen und die Zahl der Mitarbeiter verdoppelte sich im Jahr 2022 fast und IVT ist damit der größte Arbeitgeber der Region. Anfang 2023 beschäftigte das Tranås-Werk in seinen Testlaboren, in der Produktion und Verwaltung rund 900 Mitarbeiter, eine weitere Verdoppelung für 2024 wurde angestrebt.

## Sport
Tranås AIF Hockey ist ein Eishockeyklub in Tranås. Die Mannschaft spielt in der Division 1.

## Söhne und Töchter der Stadt
- Ove Fundin (* 1933), Speedwaysportler
- Peter Eriksson (* 1958), Politiker
- Magnus Svensson (* 1963), Eishockeyspieler